# 妙應寺 (岐阜県関ケ原町)

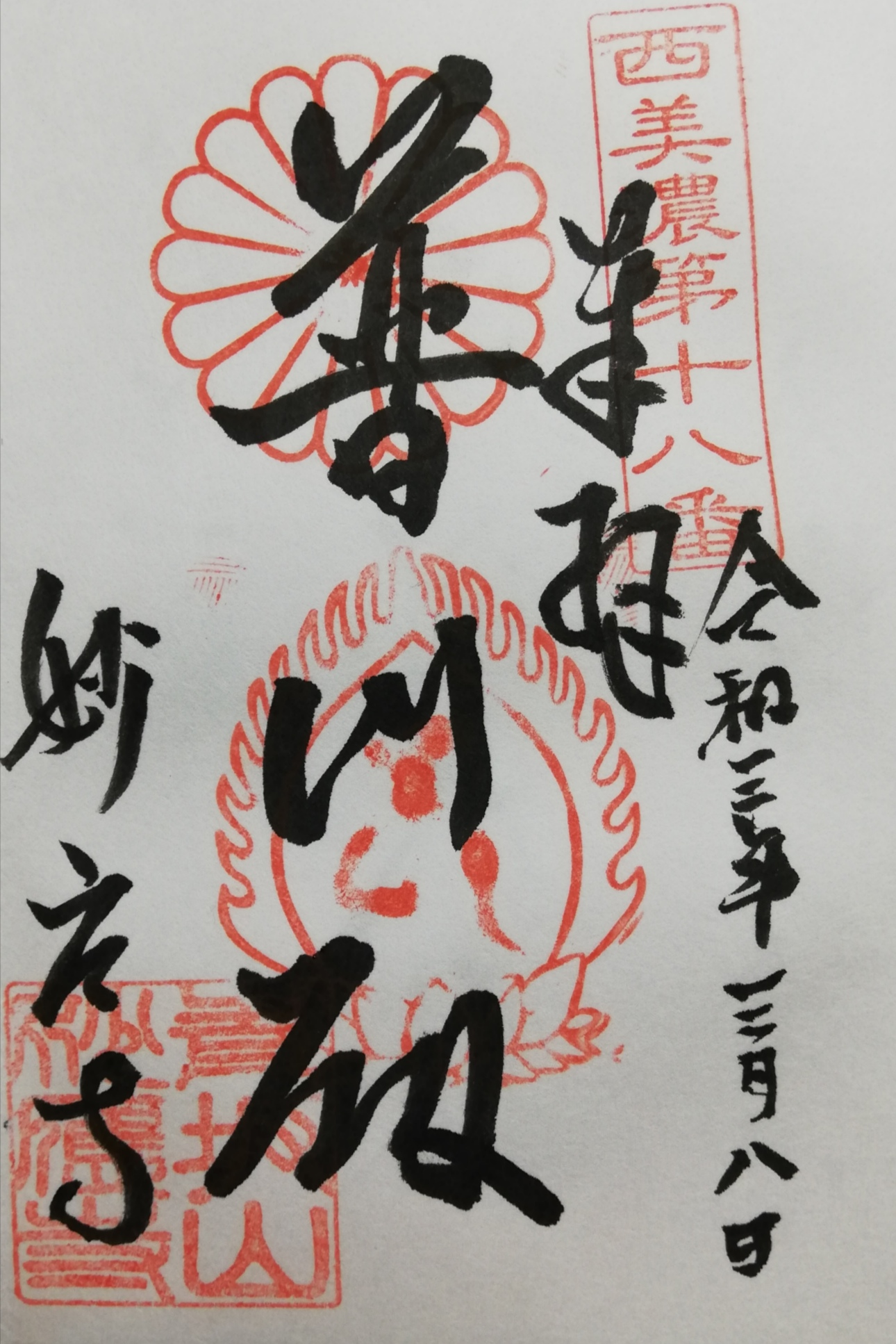
妙應寺の御朱印

妙應寺（みょうおうじ）は、岐阜県不破郡関ケ原町今須にある曹洞宗の寺院。山号は青坂山。岐阜県最古の曹洞宗の寺院であり、江戸時代には伏見宮の祈願所として栄えた。

## 歴史
妙應寺（妙応寺）縁起によると今須領主の長江重景によって創建された。
正平15年（1360年）に大徹宗令が当地に立ち寄った際、今須領主であった長江重景の邸宅に泊まった。その際に老婆が財物を略取したかどで地獄の獄卒により呵責されているのを夢に見たため、そのことを長江重景に話した。長江重景は母の妙応が生前年貢を徴収する際と支払いを行う際に大きさの異なる升を用いて民を苦しめていたという話を大徹宗令にしたところ、夢に出てきた老婆が妙応であることが分かった。大徹宗令はその供養を行い長江重景の帰依を受け、勧請開祖に師の峨山韶碩を迎え、自らは2世住職となって妙応の名を冠した本寺を創建したという伝説がある。長江氏は応仁の乱で没落し寺も衰微したが、隠之道顕により再興される。
関ヶ原の戦いの東西両軍にゆかりがある寺としても知られている。関ヶ原の戦いでは戦場に近く被害を被る恐れがあったが、脇坂安治、安元、小早川秀秋や徳川家康により制札で保護を受けている。宝物館には「関ケ原合戦大絵巻」、両軍の「禁制」、長江景政の「肉付きの矢」などが展示されている。
境内には家康が腰を下ろしたといわれる「天下腰掛け石」がある。関ヶ原の戦いの翌日、京都に向かった家康が今須宿本陣の伊藤新左衛門宅で休憩した際、地名が「不破郡居益郷」であることを知ると破れざる郡にますます居るとは縁起が良いと喜び、伊藤家ではこの石を代々大切に保管した。この石は今須宿本陣が廃止された1870年以後は青坂神社に移され、さらに2016年に伊藤家の菩提寺の妙應寺に移された。
一方、妙應寺付近はかつて豊臣秀吉の直轄領で1591年から石田三成が代官を務めたとされ、その代官所の位置は不明だが妙應寺にあったとする説がある。

## 文化財

### 岐阜県指定史跡
- 長江氏墓

### 関ケ原町指定文化財
- 妙応寺文書

その他喜田華堂による当寺の縁起絵巻などがある。

## 周辺
- 青坂神社
- 御嶽神社
- 観音寺 – 字貝戸。曹洞宗
- 今須宿の今須一里塚
- 今須川
- 今須宿問屋場跡（山崎家）
- 今須宿の常夜灯
- 関ケ原町立今須小中学校
- 三倫寺
- 浄土真宗本願寺派 八幡山聖蓮寺（もと真言宗 無量寿院） – 字平井[3]
  - 恵心院
  - 八葉形半鐘
  - 八房の梅、丁字桜
  - 今須 若宮八幡神社